# Ulica Nowy Świat

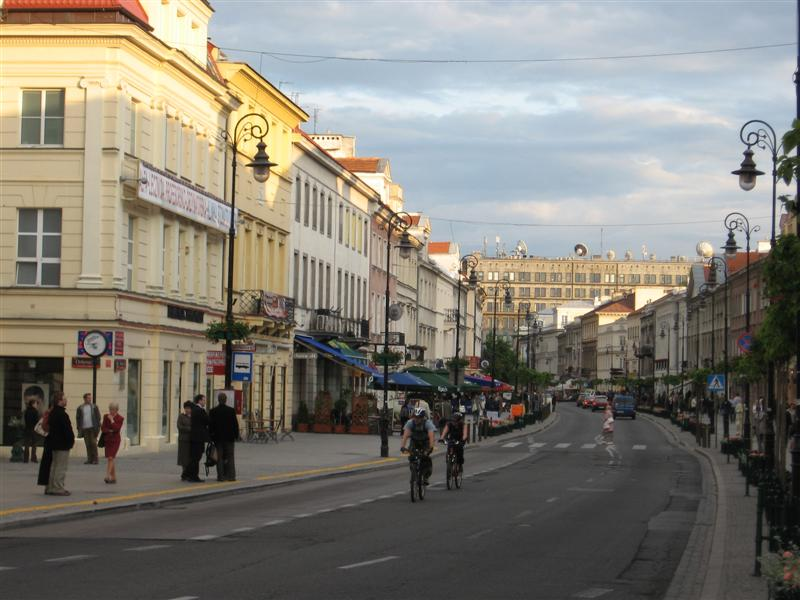
Neue Welt

Die Ulica Nowy Świat (anhörenⓘ) (dt. Neue-Welt-Straße) ist eine der historischen Straßen von Warschau und Teil des Warschauer Königswegs vom Warschauer Königsschloss nach Wilanów. Sie beginnt am Staszic-Palast und führt über das Rondo Charles’a de Gaulle’a bis zum Plac Trzech Krzyży. Bereits im 16. Jahrhundert war die „Neue Welt“ die Hauptstraße der gleichnamigen Jurisdiktion.

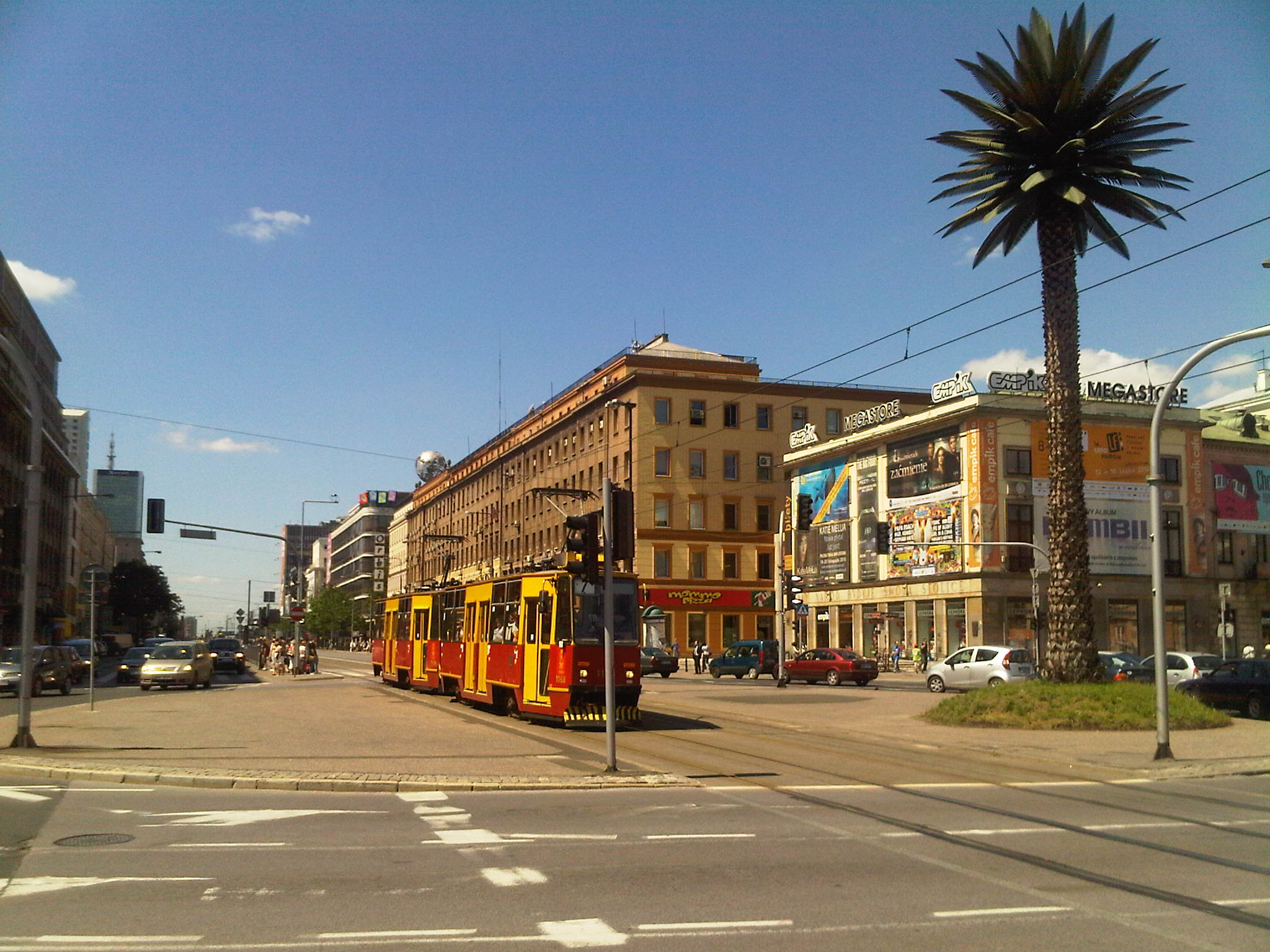
Charles-de-Gaulle-Kreisverkehr

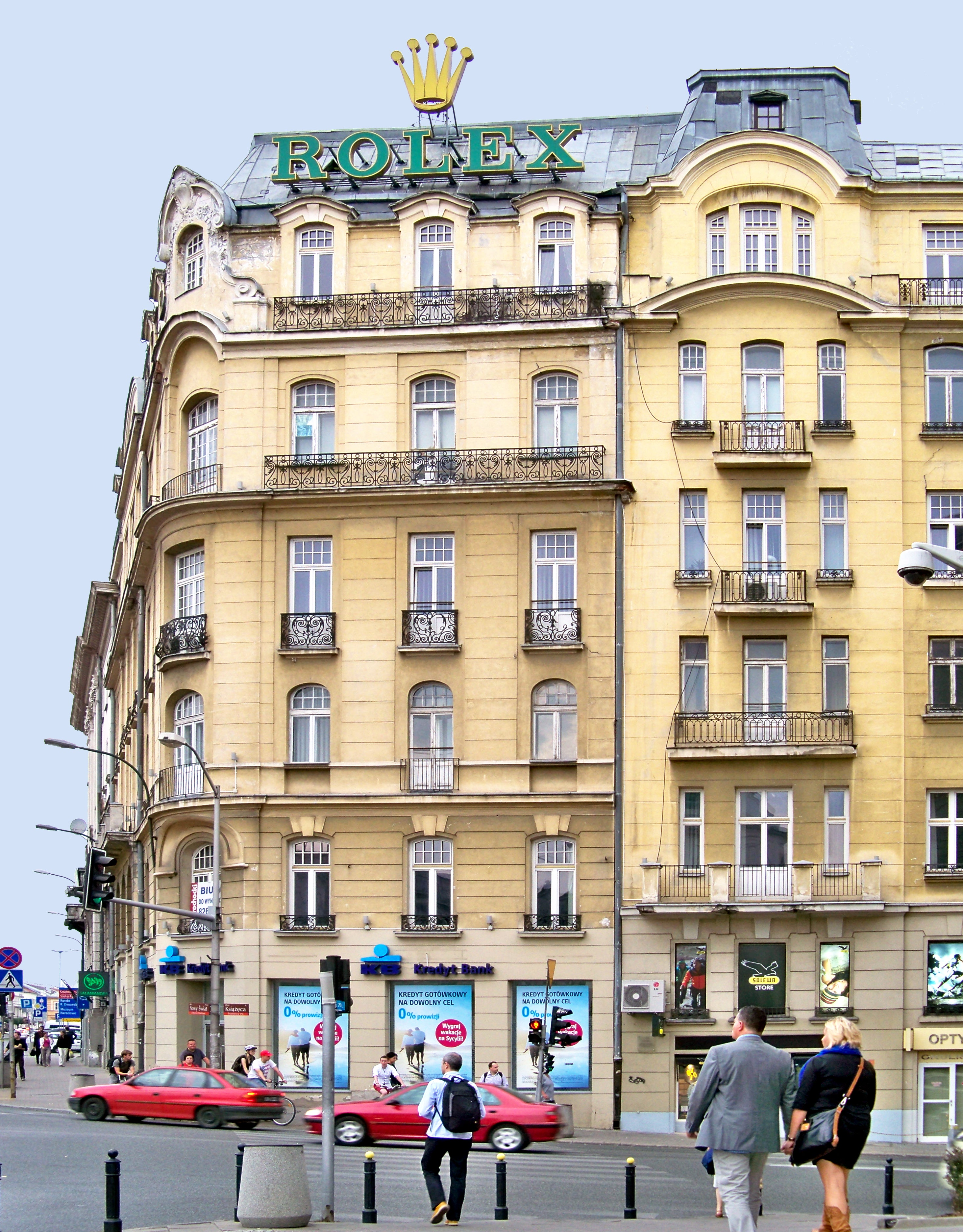
Nr. 2 – Überbleibsel der Gründerzeitbebauung mit reduziertem Fassadenschmuck

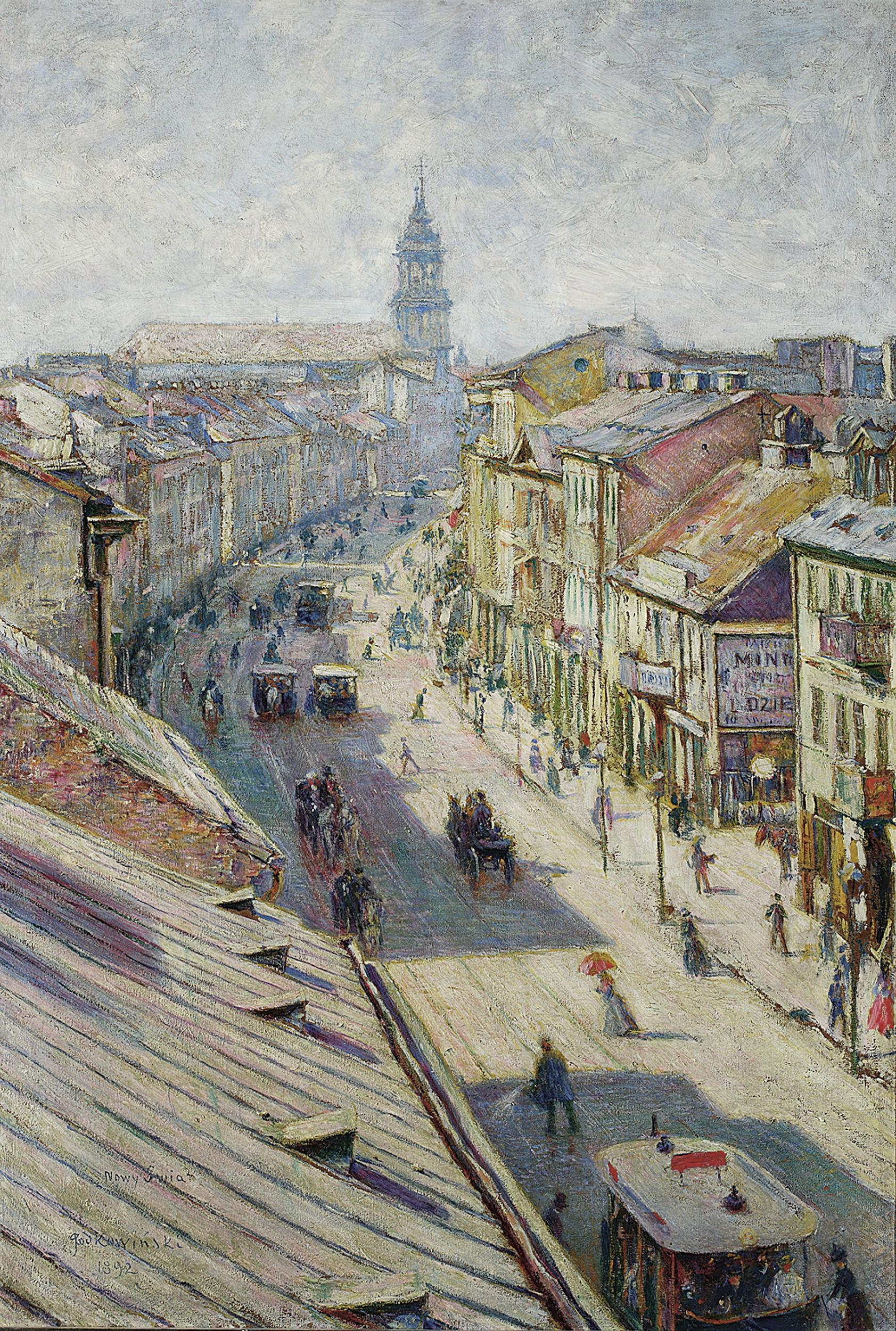
Die „Neue Welt“ um 1900

Im 17. Jahrhundert standen hier zumeist hölzerne Adelssitze. Während der napoleonischen Zeit und danach wurden diese durch gemauerte dreigeschossige Häuser im Stil des Klassizismus ersetzt. Gegen Ende des 19. Jahrhunderts wurde Nowy Świat zu einer Hauptgeschäftsstraße und zugleich Hauptverkehrsader von Warschau. So wurde 1896 im Haus Nr. 11 die Meierei Mleczarnia Nadświdrzańska eröffnet, die als Keimzelle der auf traditionelle polnische Küche bedachten Bar mleczny (Milchbar) gilt. Um 1900 wurden die klassizistischen Bauten zumeist durch höhere gründerzeitliche und Jugendstilbauten ersetzt. Da eine der Richtlinien des Wiederaufbaus nach Ende des Zweiten Weltkrieges die Bauten aus der „kapitalistischen Periode“ des 19. Jahrhunderts als nicht wiederaufbauwürdig einstufte, kam es nicht zur Rekonstruktion des baulichen Zustandes von 1939, sondern zum Rückgriff auf das Aussehen der „Neuen Welt“ um 1800. So verschwand etwa das im Krieg nur mäßig beschädigte Jugendstilhotel Savoy.